# Jakobstraße (Trier)

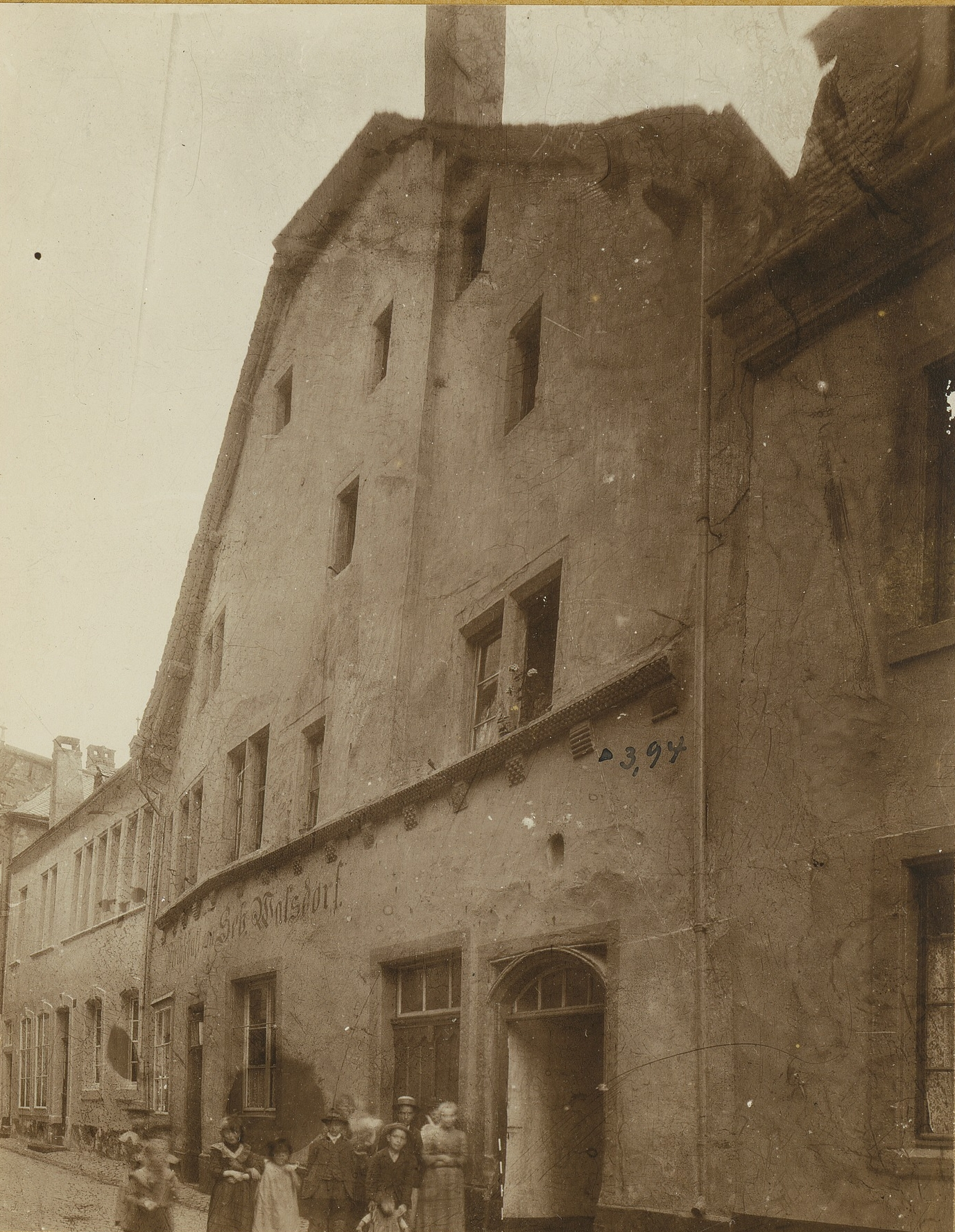
Gotisches Gebäude Jakobstraße 5 (kurz vor 1904 abgerissen)

Die Jakobstraße ist eine Straße in der Trierer Innenstadt. Sie verläuft vom Hauptmarkt über den Stockplatz zum Pferdemarkt und ist ausschließlich Teil der Fußgängerzone.

## Geschichte
Die Straße ist nach dem Trierer Schöffen Jakob benannt. Ein Schöffe mit diesem Namen ist sowohl im Jahr 1197 als auch im Jahr 1211 belegt. Der Name der Straße wurde 1238 als platea domini Jacobi erstmals erwähnt. Im 14. Jahrhundert, als die Herkunft des Namens möglicherweise in Vergessenheit geraten war, wurde die Straße Sent Jacobsgasse genannt (wohl in Anlehnung an den gleichnamigen Heiligen). Die Straße grenzte im Mittelalter an das Judenviertel. An der Jakobstraße befand sich die Untere Judenpforte.

## Geschäfte und Bauwerke

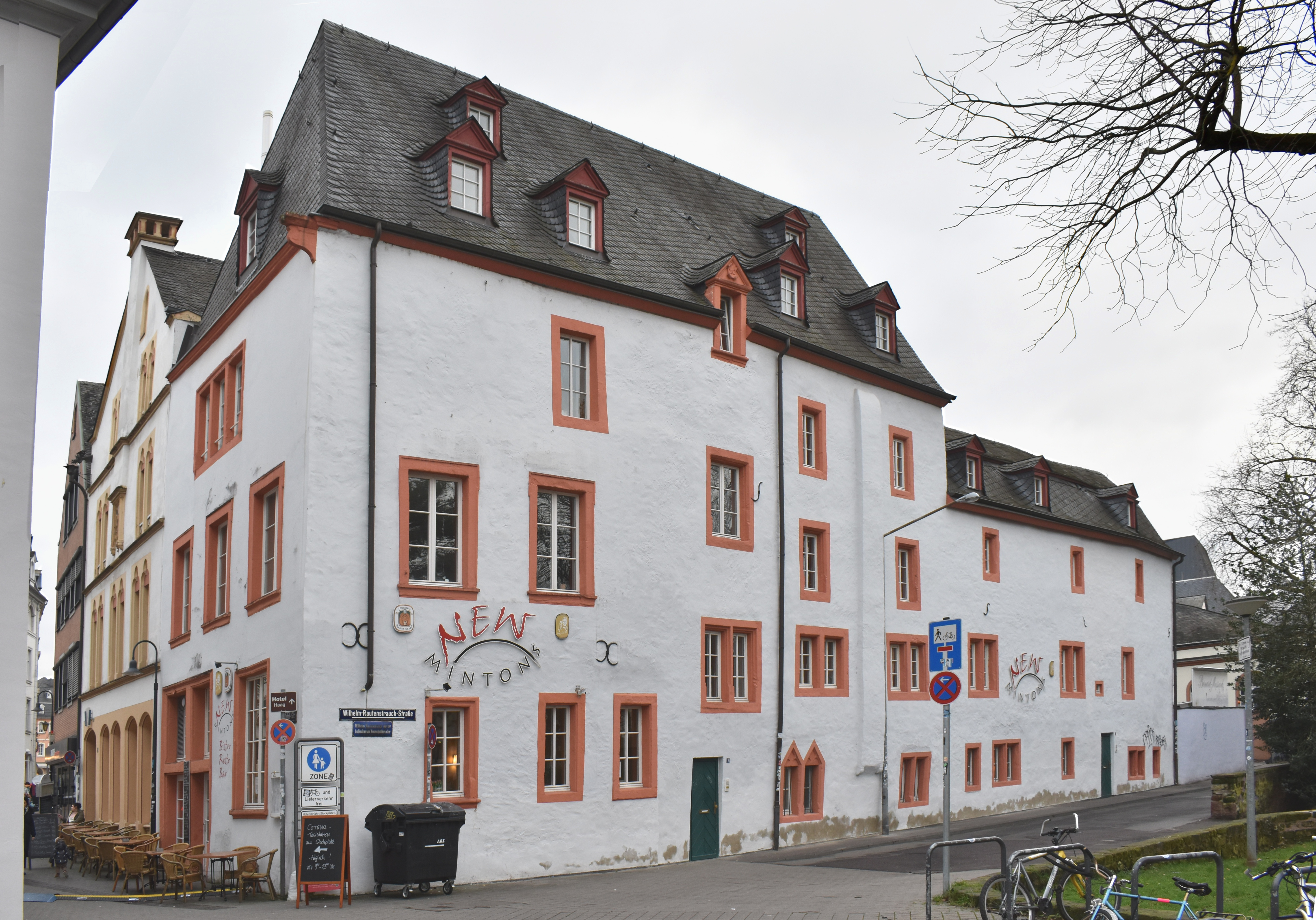
Jakobstraße 13, links daneben Jakobstraße 12

In der Straße befinden sich mehrere kleinere Geschäfte und gastronomische Einrichtungen. An die Straße grenzt die Treviris-Passage.
Die Jakobstraße weist mehrere historische Kulturdenkmäler auf. Erwähnenswert sind u. a. der Hauskomplex Jakobstraße 13/Wilhelm-Rautenstrauch-Straße 9 mit Elementen der Gotik und Renaissance sowie der Barockbau Jakobstraße 26, von dem die Fassade oberhalb vom Erdgeschoss erhalten ist.
Außerdem steht an der Straße ein 1845 von Matthias Neu errichtetes Schaftkreuz. Der leicht gebauchte Schaft um das Kreuz zeigt über der Stifterinschrift ein flammendes Herz unter einer Girlande. Das in doppelt gespaltenen Balken endende Kreuz wird von einem IHS-Monogramm, zwei Blumen und dem Herz Jesu im Lorbeerkranz geziert.
Nicht mehr erhalten ist das sogenannte Vereinshaus Treviris zwischen Jakobstraße und Moselstraße. Es zeichnete sich durch seine dreigeschossige und dreiachsige Bauweise und seine Binnengliederung über zwei schlichte Gurtsimse und reduzierte Ecklisenen aus. Von der Fassade ist nur noch ein Portal erhalten. Baumeister des Hauses war Peter Görgen (1784–1843), dessen von ihm selbst erbautes Wohnhaus in der Brückenstraße steht.
Mittlerweile abgerissen wurden die barocken Gebäude mit den Hausnummern 9, 10 und 15. Im Jahr 1850 befanden sich noch sieben Gebäude mit gotischer Fassade in der Straße, von denen neben der Jakobstraße 13 das benachbarte Haus Jakobstraße 12 – neugotisch überformt – erhalten ist.